# 理查德·沃德
理查德·塞缪尔·沃德FRS（Richard Samuel Ward，1951年9月6日—），英国数学家、数学物理学家。杜伦大学数学系和粒子理论中心教授。

## 生平
沃德于1977年获得牛津大学数学博士学位，导师为罗杰·彭罗斯。他最重要的成就是将彭罗斯的扭量理论拓展到了非线性情况，以及和数学家迈克尔·阿蒂亚合作，使用非线性扭量理论在三维复射影空间上的向量丛去描述瞬子。沃德在1985年提出了著名的沃德猜想，其研究方向还有单极子、拓扑孤立子和斯格明子。他的学生保罗·萨克里夫即是因为在拓扑孤立子上的研究贡献而获得了2006年的怀德海奖。

## 获奖及荣誉
沃德于1989年因在数学物理上的突出贡献获得了怀德海奖 。在爱德华·威滕2003年引入拓扑B模型将弦论和扭量理论统一之后的2005年，沃德被选为皇家学会院士。他的授予辞如下： 
|  | 理查德·沃德是一个因前卫而优雅的数学物理研究而知名的科学家，他成功地将彭罗斯–沃德变换应用到了自对偶的杨－米尔斯场方程之上。他和阿蒂亚一起，建立起了广义的多瞬子解的系统。他对于环形的BPS双奇极子的发现是孤立子理论的一个巨大的突破。他展示出几乎所有已知的可积分系统都可以从自对偶的杨－米尔斯场方程中用维度和代数的约简中用一个统一的解法导出。沃德的关于自对偶的杨－米尔斯场的扭量变换在弦论中的应用，将会为量子杨－米尔斯理论的研究带来突破性进展。 |

## 著作

### 书籍
- 扭量几何及场论 （页面存档备份，存于） (与 小雷蒙德·威尔斯（英语：Raymond O. Wells Jr.）合著), 剑桥大学出版社1990年出版
- 可积分系统：扭量，拟群和黎曼曲面 （页面存档备份，存于） (与奈杰尔·希钦和格雷姆·西格尔（英语：Graeme Segal）合著)，牛津克拉伦敦出版社1999年出版

### 学术文章
- Ward, R.S., , Physics Letters A, 1977, 61 (2): 81–82, MR 0443823, doi:10.1016/0375-9601(77)90842-8.
- Atiyah, M.F.; Ward, R.S., , Communications in Mathematical Physics, 1977, 55 (2): 117–124, doi:10.1007/BF01626514.
- Ward, R.S.; Tabor, M., , Philosophical Transactions of the Royal Society of London A, 1985, 315 (1533): 451–457, doi:10.1098/rsta.1985.0051.